# Tour Mundial de Baloncesto 3x3 de 2014
El Tour Mundial de Baloncesto 3x3 de 2014 comenzó el 19 de julio del mismo año con el evento en Manila, Filipinas. Fue la tercera edición del Tour Mundial y la final este año se disputó en Sendai, Japón entre el 11 y el 12 de octubre.
El campeón fue el equipo serbio Novi Sad, que había llegado a la final durante la pasada temporada, al derrotar en la final al equipo canadiense Saskatoon 21 a 11.

## Calendario
Esta edición del Tour Mundial contó seis clasificatorias generales antes de la final, las cuales se disputaron por región. Todas contaron con doce participantes y se disputaron durante dos días seguidos, sin embargo, no todas otorgaron la misma cantidad de clasificados para la final.
Además de los equipos que lograron el pasaje mediante las eliminatorias, un conjunto local, mediante un evento local, también logró clasificarse a la final.
| Sede                    | Clasif. | Fechas                |
| ----------------------- | ------- | --------------------- |
| Manila, Filipinas       | 2       | 19 y 20 de julio      |
| Pekín, China            | 1       | 2 y 3 de agosto       |
| Chicago, Estados Unidos | 2       | 15 y 16 de agosto     |
| Praga, República Checa  | 2       | 23 y 24 de agosto     |
| Lausana, Suiza          | 2       | 29 y 30 de agosto     |
| Río de Janeiro, Brasil  | 2       | 27 y 28 de septiembre |

## Formato de competencia
Todas las fases se disputan de igual manera, con doce participantes que clasifican previamente a la misma. Cada una se disputa durante dos días seguidos, siendo el primero el de grupos y el segundo el de eliminatorias. Las fases son regionales, clasificando así equipos de todo el mundo para la fase final.
Los equipos se ordenan según la cantidad de puntos de sus jugadores, y eso sirve para agruparlos de la siguiente manera
- Grupo A: 1.°, 8.° y 9.°
- Grupo B: 2.°, 7.° y 10.°
- Grupo C: 3.°, 6.° y 11.°
- Grupo D: 4.°, 5.° y 12.°

Durante esta fase, el sistema de desempate que se emplea es el siguiente
1. Partidos ganados.
2. Porcentaje de victorias.
3. Porcentaje de puntos a favor por partido.
4. Puntos a favor en total.

Tras la fase de grupos, los dos mejores equipos de cada grupo avanzan a los play-off, donde se eliminan entre sí los equipos hasta obtener al campeón de la competencia.
Todos los partidos se juegan bajo la reglamentación oficial de FIBA.

## Másters en Manila
| Posición | Clasificado/s | Evento                          |
| -------- | ------------- | ------------------------------- |
| 1        | Yakarta       | Perbasi 3x3 Tour Indonesia      |
| 2        | Doha          | 3x3 Catar                       |
| 3        | Auckland      | There's a Better Way Foundation |
| 4        | Yogyakarta    | Perbasi 3x3 Tour Indonesia      |
| 5        | Surabaya      | Perbasi 3x3 Tour Indonesia      |
| 6        | Xinzhuang     | UBA Quest                       |
| 7        | Medan         | Perbasi 3x3 Tour Indonesia      |
| 8        | Kobe          | 3x3 EXE Kobe                    |
| 9        | Manila South  | SBP 3x3 Tatluhan                |
| 10       | Manila West   | SBP 3x3 Tatluhan                |
| 11       | Manila North  | SBP 3x3 Tatluhan                |
| 12       | Manila East   | SBP 3x3 Tatluhan                |

### Etapa de grupos
|  | Clasificado a la siguiente fase. |

Grupo A
| Equipo       | PG | %G  | Pts | %Pts |
| ------------ | -- | --- | --- | ---- |
| Yakarta      | 2  | 100 | 34  | 17,0 |
| Manila South | 1  | 50  | 29  | 14,5 |
| Medan        | 0  | 0   | 25  | 12,5 |

| Partidos     | Partidos | Partidos     |
| ------------ | -------- | ------------ |
| Yakarta      | 13 - 12  | Medan        |
| Medan        | 13 - 17  | Manila South |
| Manila South | 12 - 21  | Yakarta      |

Grupo B
| Equipo      | PG | %G  | Pts | %Pts |
| ----------- | -- | --- | --- | ---- |
| Doha        | 2  | 100 | 38  | 19,0 |
| Manila West | 1  | 50  | 38  | 19,0 |
| Kobe        | 0  | 0   | 16  | 8,0  |

| Partidos    | Partidos | Partidos    |
| ----------- | -------- | ----------- |
| Doha        | 17 - 7   | Kobe        |
| Kobe        | 9 - 21   | Manila West |
| Manila West | 17 - 21  | Doha        |

Grupo C
| Equipo       | PG | %G  | Pts | %Pts |
| ------------ | -- | --- | --- | ---- |
| Auckland     | 2  | 100 | 36  | 18,0 |
| Manila North | 1  | 50  | 32  | 16,0 |
| Xinzhuang    | 0  | 0   | 24  | 12,0 |

| Partidos     | Partidos | Partidos     |
| ------------ | -------- | ------------ |
| Auckland     | 20 - 13  | Xinzhuang    |
| Xinzhuang    | 11 - 21  | Manila North |
| Manila North | 11 - 16  | Auckland     |

Grupo D
| Equipo      | PG | %G  | Pts | %Pts |
| ----------- | -- | --- | --- | ---- |
| Surabaya    | 2  | 100 | 28  | 14,0 |
| Manila West | 1  | 50  | 29  | 14,5 |
| Yogyakarta  | 0  | 0   | 23  | 11,5 |

| Partidos    | Partidos | Partidos    |
| ----------- | -------- | ----------- |
| Yogyakarta  | 12 - 14  | Surabaya    |
| Surabaya    | 14 - 13  | Manila East |
| Manila East | 16 - 11  | Yogyakarta  |

### Fase final
|  | Cuartos de final | Cuartos de final | Cuartos de final |             |    | Semifinales | Semifinales | Semifinales |  |    | Final       | Final | Final |  |
|  |                  |                  |                  |             |    |             |             |             |  |    |             |       |       |  |
|  |                  |                  |                  |             |    |             |             |             |  |    |             |       |       |  |
|  | 1                | Yakarta          | 15               |             |    |             |             |             |  |    |             |       |       |  |
|  | 1                | Yakarta          | 15               |             |    |             |             |             |  |    |             |       |       |  |
|  | 12               | Manila East      | 11               |             |    |             |             |             |  |    |             |       |       |  |
|  | 12               | Manila East      | 11               |             | 1  | Yakarta     | 14          |             |  |    |             |       |       |  |
|  |                  |                  |                  |             | 1  | Yakarta     | 14          |             |  |    |             |       |       |  |
|  |                  |                  | 10               | Manila West | 18 |             |             |             |  |    |             |       |       |  |
|  | 3                | Auckland         | 10               | Manila West | 18 | 9           |             |             |  |    |             |       |       |  |
|  | 3                | Auckland         |                  |             |    |             |             |             |  |    |             |       |       |  |
|  | 10               | Manila West      | 14               |             |    |             |             |             |  |    |             |       |       |  |
|  | 10               | Manila West      | 14               |             |    |             |             |             |  | 10 | Manila West | 21    |       |  |
|  |                  |                  |                  |             |    |             |             |             |  | 10 | Manila West | 21    |       |  |
|  |                  |                  | 2                | Doha        | 17 |             |             |             |  |    |             |       |       |  |
|  | 2                | Doha             | 2                | Doha        | 17 | 21          |             |             |  |    |             |       |       |  |
|  | 2                | Doha             |                  |             |    |             |             |             |  |    |             |       |       |  |
|  | 11               | Manila North     | 8                |             |    |             |             |             |  |    |             |       |       |  |
|  | 11               | Manila North     | 8                |             | 2  | Doha        | 20          |             |  |    |             |       |       |  |
|  |                  |                  |                  |             | 2  | Doha        | 20          |             |  |    |             |       |       |  |
|  |                  |                  | 5                | Surabaya    | 15 |             |             |             |  |    |             |       |       |  |
|  | 5                | Surabaya         | 5                | Surabaya    | 15 | 21          |             |             |  |    |             |       |       |  |
|  | 5                | Surabaya         |                  |             |    |             |             |             |  |    |             |       |       |  |
|  | 9                | Manila South     | 20               |             |    |             |             |             |  |    |             |       |       |  |
|  | 9                | Manila South     | 20               |             |    |             |             |             |  |    |             |       |       |  |
|  |                  |                  |                  |             |    |             |             |             |  |    |             |       |       |  |

Clasificados
| Manila West | Doha |

## Másters en Pekín
| Posición | Clasificado/s | Evento                 |
| -------- | ------------- | ---------------------- |
| 1        | Yokohama      | 3x3 Yokohama           |
| 2        | Beirut        | Barakat Travel 3x3     |
| 3        | Nagoya        | 3x3 Nagoya             |
| 4        | New Taipéi    | UBA 3x3 WT Quali       |
| 5        | Xi'an         | 2014 3x3 championship  |
| 6        | Pekín BSU     | 2014 WT Quali BSU      |
| 7        | Vladivostok   | Pacific Open           |
| 8        | Guangzhou     | 2014 KFC 3 on 3        |
| 9        | Yongin        | 2014 KBA FIBA 3x3      |
| 10       | Seoul         | 2014 KBA FIBA 3x3      |
| 11       | Wukesong      | 2014 FIBA WTQ in China |
| 12       | Changping     | 2014 FIBA WTQ in China |

### Etapa de grupos
|  | Clasificado a la siguiente fase. |

Grupo A
| Equipo    | PG | %G  | Pts | %Pts |
| --------- | -- | --- | --- | ---- |
| Yokohama  | 2  | 100 | 38  | 19,0 |
| Yongin    | 1  | 50  | 35  | 17,5 |
| Guangzhou | 0  | 0   | 26  | 13,0 |

| Partidos  | Partidos | Partidos  |
| --------- | -------- | --------- |
| Yokohama  | 17 - 10  | Guangzhou |
| Guangzhou | 16 - 21  | Yongin    |
| Yongin    | 14 - 21  | Yokohama  |

Grupo B
| Equipo      | PG | %G  | Pts | %Pts |
| ----------- | -- | --- | --- | ---- |
| Vladivostok | 2  | 100 | 33  | 16,5 |
| Beirut      | 1  | 50  | 31  | 15,5 |
| Seoul       | 0  | 0   | 22  | 11,0 |

| Partidos    | Partidos | Partidos    |
| ----------- | -------- | ----------- |
| Beirut      | 15 - 17  | Vladivostok |
| Vladivostok | 16 - 10  | Seoul       |
| Seoul       | 12 - 16  | Beirut      |

Grupo C
| Equipo    | PG | %G  | Pts | %Pts |
| --------- | -- | --- | --- | ---- |
| Wukesong  | 2  | 100 | 40  | 20,0 |
| Nagoya    | 1  | 50  | 34  | 17,0 |
| Pekín BSU | 0  | 0   | 30  | 15,0 |

| Partidos  | Partidos | Partidos  |
| --------- | -------- | --------- |
| Wukesong  | 18 - 13  | Nagoya    |
| Pekín BSU | 16 - 21  | Wukesong  |
| Nagoya    | 21 - 14  | Pekín BSU |

Grupo D
| Equipo     | PG | %G  | Pts | %Pts |
| ---------- | -- | --- | --- | ---- |
| New Taipéi | 2  | 100 | 32  | 16,0 |
| Changping  | 1  | 50  | 30  | 15,0 |
| Xi'an      | 0  | 0   | 21  | 10,5 |

| Partidos   | Partidos | Partidos   |
| ---------- | -------- | ---------- |
| New Taipéi | 16 - 7   | Xi'an      |
| Xi'an      | 14 - 15  | Changping  |
| Changping  | 15 - 16  | New Taipéi |

### Fase final
|  | Cuartos de final | Cuartos de final | Cuartos de final |            |    | Semifinales | Semifinales | Semifinales |  |    | Final    | Final | Final |  |
|  |                  |                  |                  |            |    |             |             |             |  |    |          |       |       |  |
|  |                  |                  |                  |            |    |             |             |             |  |    |          |       |       |  |
|  | 1                | Yokohama         | 21               |            |    |             |             |             |  |    |          |       |       |  |
|  | 1                | Yokohama         | 21               |            |    |             |             |             |  |    |          |       |       |  |
|  | 12               | Changping        | 11               |            |    |             |             |             |  |    |          |       |       |  |
|  | 12               | Changping        | 11               |            | 1  | Yokohama    | 12          |             |  |    |          |       |       |  |
|  |                  |                  |                  |            | 1  | Yokohama    | 12          |             |  |    |          |       |       |  |
|  |                  |                  | 11               | Wukesong   | 13 |             |             |             |  |    |          |       |       |  |
|  | 11               | Wukesong         | 11               | Wukesong   | 13 | 14          |             |             |  |    |          |       |       |  |
|  | 11               | Wukesong         |                  |            |    |             |             |             |  |    |          |       |       |  |
|  | 2                | Beirut           | 5                |            |    |             |             |             |  |    |          |       |       |  |
|  | 2                | Beirut           | 5                |            |    |             |             |             |  | 11 | Wukesong | 21    |       |  |
|  |                  |                  |                  |            |    |             |             |             |  | 11 | Wukesong | 21    |       |  |
|  |                  |                  | 3                | Nagoya     | 10 |             |             |             |  |    |          |       |       |  |
|  | 7                | Vladivostok      | 3                | Nagoya     | 10 | 13          |             |             |  |    |          |       |       |  |
|  | 7                | Vladivostok      |                  |            |    |             |             |             |  |    |          |       |       |  |
|  | 3                | Nagoya           | 21               |            |    |             |             |             |  |    |          |       |       |  |
|  | 3                | Nagoya           | 21               |            | 3  | Nagoya      | 18          |             |  |    |          |       |       |  |
|  |                  |                  |                  |            | 3  | Nagoya      | 18          |             |  |    |          |       |       |  |
|  |                  |                  | 4                | New Taipéi | 17 |             |             |             |  |    |          |       |       |  |
|  | 4                | New Taipéi       | 4                | New Taipéi | 17 | 21          |             |             |  |    |          |       |       |  |
|  | 4                | New Taipéi       |                  |            |    |             |             |             |  |    |          |       |       |  |
|  | 9                | Yongin           | 5                |            |    |             |             |             |  |    |          |       |       |  |
|  | 9                | Yongin           | 5                |            |    |             |             |             |  |    |          |       |       |  |
|  |                  |                  |                  |            |    |             |             |             |  |    |          |       |       |  |

Clasificado

Wukesong

## Másters en Chicago
| Posición | Clasificado/s | Evento                        |
| -------- | ------------- | ----------------------------- |
| 1        | NY Staten     | Battle of Boroughs            |
| 2        | Winnipeg      | Hoop It Up Winnipeg           |
| 3        | Philadelphia  | Hoop It Up Philadelphia       |
| 4        | Saskatoon     | Canadá Quest (Alberta)        |
| 5        | Denver        | Hoop It Up Denver             |
| 6        | Chi-Town      | Hoop It Up Philadelphia       |
| 7        | San Juan      | Tour Nacional 3x3 Puerto Rico |
| 8        | Lousville     | Hoop It Up Louisville         |
| 9        | México UNAM   | 3MX3 UNAM                     |
| 10       | Chicago       | Red Bull Reign                |
| 11       | Toronto       | Canadá Quest (Ontario)        |
| 12       | Río Piedras   | T-Mobile 3x3 Streetball       |

### Etapa de grupos
|  | Clasificado a la siguiente fase. |

Grupo A
| Equipo      | PG | %G  | Pts | %Pts |
| ----------- | -- | --- | --- | ---- |
| NY Staten   | 2  | 100 | 40  | 20,0 |
| Lousville   | 1  | 50  | 29  | 14,5 |
| México UNAM | 0  | 0   | 18  | 9,0  |

| Partidos    | Partidos | Partidos    |
| ----------- | -------- | ----------- |
| NY Staten   | 21 - 8   | Lousville   |
| Lousville   | 21 - 8   | México UNAM |
| México UNAM | 10 - 19  | NY Staten   |

Grupo B
| Equipo   | PG | %G  | Pts | %Pts |
| -------- | -- | --- | --- | ---- |
| Chicago  | 2  | 100 | 42  | 21,0 |
| San Juan | 1  | 50  | 28  | 14,0 |
| Winnipeg | 0  | 0   | 27  | 13,5 |

| Partidos | Partidos | Partidos |
| -------- | -------- | -------- |
| Winnipeg | 16 - 18  | San Juan |
| San Juan | 10 - 21  | Chicago  |
| Chicago  | 21 - 11  | Winnipeg |

Grupo C
| Equipo       | PG | %G  | Pts | %Pts |
| ------------ | -- | --- | --- | ---- |
| Chi-Town     | 2  | 100 | 41  | 20,5 |
| Philadelphia | 1  | 50  | 31  | 15,5 |
| Toronto      | 0  | 0   | 28  | 14,0 |

| Partidos     | Partidos | Partidos     |
| ------------ | -------- | ------------ |
| Philadelphia | 13 - 21  | Chi-Town     |
| Chi-Town     | 20 - 14  | Toronto      |
| Toronto      | 14 - 18  | Philadelphia |

Grupo D
| Equipo      | PG | %G  | Pts | %Pts |
| ----------- | -- | --- | --- | ---- |
| Saskatoon   | 2  | 100 | 31  | 15,5 |
| Denver      | 1  | 50  | 36  | 18,0 |
| Río Piedras | 0  | 0   | 23  | 11,5 |

| Partidos    | Partidos | Partidos    |
| ----------- | -------- | ----------- |
| Saskatoon   | 16 - 14  | Denver      |
| Denver      | 21 - 12  | Río Piedras |
| Río Piedras | 11 - 15  | Saskatoon   |

### Fase final
|  | Cuartos de final | Cuartos de final | Cuartos de final |           |    | Semifinales  | Semifinales | Semifinales |  |   | Final  | Final | Final |  |
|  |                  |                  |                  |           |    |              |             |             |  |   |        |       |       |  |
|  |                  |                  |                  |           |    |              |             |             |  |   |        |       |       |  |
|  | 1                | NY Staten        | 16               |           |    |              |             |             |  |   |        |       |       |  |
|  | 1                | NY Staten        | 16               |           |    |              |             |             |  |   |        |       |       |  |
|  | 5                | Denver           | 21               |           |    |              |             |             |  |   |        |       |       |  |
|  | 5                | Denver           | 21               |           | 5  | Denver       | 17          |             |  |   |        |       |       |  |
|  |                  |                  |                  |           | 5  | Denver       | 17          |             |  |   |        |       |       |  |
|  |                  |                  | 6                | Chi-Town  | 16 |              |             |             |  |   |        |       |       |  |
|  | 6                | Chi-Town         | 6                | Chi-Town  | 16 | 18           |             |             |  |   |        |       |       |  |
|  | 6                | Chi-Town         |                  |           |    |              |             |             |  |   |        |       |       |  |
|  | 7                | San Juan         | 16               |           |    |              |             |             |  |   |        |       |       |  |
|  | 7                | San Juan         | 16               |           |    |              |             |             |  | 5 | Denver | 17    |       |  |
|  |                  |                  |                  |           |    |              |             |             |  | 5 | Denver | 17    |       |  |
|  |                  |                  | 4                | Saskatoon | 18 |              |             |             |  |   |        |       |       |  |
|  | 10               | Chicago          | 4                | Saskatoon | 18 | 14           |             |             |  |   |        |       |       |  |
|  | 10               | Chicago          |                  |           |    |              |             |             |  |   |        |       |       |  |
|  | 3                | Philadelphia     | 21               |           |    |              |             |             |  |   |        |       |       |  |
|  | 3                | Philadelphia     | 21               |           | 3  | Philadelphia | 10          |             |  |   |        |       |       |  |
|  |                  |                  |                  |           | 3  | Philadelphia | 10          |             |  |   |        |       |       |  |
|  |                  |                  | 4                | Saskatoon | 21 |              |             |             |  |   |        |       |       |  |
|  | 4                | Saskatoon        | 4                | Saskatoon | 21 | 21           |             |             |  |   |        |       |       |  |
|  | 4                | Saskatoon        |                  |           |    |              |             |             |  |   |        |       |       |  |
|  | 8                | Lousville        | 13               |           |    |              |             |             |  |   |        |       |       |  |
|  | 8                | Lousville        | 13               |           |    |              |             |             |  |   |        |       |       |  |
|  |                  |                  |                  |           |    |              |             |             |  |   |        |       |       |  |

Clasificados
| Saskatoon | Denver |

## Másters en Praga
| Posición | Clasificado/s   | Evento                    |
| -------- | --------------- | ------------------------- |
| 1        | Novi Sad        | Decathlon B33             |
| 2        | Bucarest        | SportArena Quest          |
| 3        | Ostrava         | Chance 3x3 Tour           |
| 4        | Leningrado      | Moscow Open               |
| 5        | Málaga          | SportArena Challenger     |
| 6        | Piter           | Tallín Open               |
| 7        | Kolobrzeg       | Bosh Grand Prix of Poland |
| 8        | Liman           | 3x3 Serbian Quest         |
| 9        | San Petersburgo | St. Petersburg Challenger |
| 10       | Samsun          | TBF 3x3 Turkey            |
| 11       | Kaunas          | Sneakers Virus            |
| 12       | Atenas          | 3x3 Urban Legend          |

### Etapa de grupos
|  | Clasificado a la siguiente fase. |

Grupo A
| Equipo          | PG | %G  | Pts | %Pts |
| --------------- | -- | --- | --- | ---- |
| Novi Sad        | 2  | 100 | 33  | 16,5 |
| San Petersburgo | 1  | 50  | 26  | 13,0 |
| Liman           | 0  | 0   | 32  | 16,0 |

| Partidos        | Partidos | Partidos        |
| --------------- | -------- | --------------- |
| Novi Sad        | 20 - 17  | Liman           |
| Liman           | 15 - 16  | San Petersburgo |
| San Petersburgo | 10 - 13  | Novi Sad        |

Grupo B
| Equipo    | PG | %G  | Pts | %Pts |
| --------- | -- | --- | --- | ---- |
| Bucarest  | 2  | 100 | 35  | 17,5 |
| Kolobrzeg | 1  | 50  | 33  | 16,5 |
| Samsun    | 0  | 0   | 27  | 13,5 |

| Partidos  | Partidos | Partidos  |
| --------- | -------- | --------- |
| Bucarest  | 16 - 12  | Kolobrzeg |
| Kolobrzeg | 21 - 14  | Samsun    |
| Samsun    | 13 - 19  | Bucarest  |

Grupo C
| Equipo  | PG | %G  | Pts | %Pts |
| ------- | -- | --- | --- | ---- |
| Ostrava | 2  | 100 | 39  | 19,5 |
| Piter   | 1  | 50  | 35  | 17,5 |
| Kaunas  | 0  | 0   | 24  | 12,0 |

| Partidos | Partidos | Partidos |
| -------- | -------- | -------- |
| Ostrava  | 18 - 14  | Piter    |
| Piter    | 21 - 14  | Kaunas   |
| Kaunas   | 10 - 21  | Ostrava  |

Grupo D
| Equipo     | PG | %G  | Pts | %Pts |
| ---------- | -- | --- | --- | ---- |
| Málaga     | 2  | 100 | 34  | 17,0 |
| Leningrado | 1  | 50  | 36  | 18,0 |
| Atenas     | 0  | 0   | 27  | 13,5 |

| Partidos   | Partidos | Partidos   |
| ---------- | -------- | ---------- |
| Leningrado | 15 - 16  | Málaga     |
| Málaga     | 18 - 10  | Atenas     |
| Atenas     | 17 - 21  | Leningrado |

### Fase final
|  | Cuartos de final | Cuartos de final | Cuartos de final |                 |    | Semifinales | Semifinales | Semifinales |  |   | Final    | Final | Final |  |
|  |                  |                  |                  |                 |    |             |             |             |  |   |          |       |       |  |
|  |                  |                  |                  |                 |    |             |             |             |  |   |          |       |       |  |
|  | 1                | Novi Sad         | 19               |                 |    |             |             |             |  |   |          |       |       |  |
|  | 1                | Novi Sad         | 19               |                 |    |             |             |             |  |   |          |       |       |  |
|  | 4                | Leningrado       | 7                |                 |    |             |             |             |  |   |          |       |       |  |
|  | 4                | Leningrado       | 7                |                 | 1  | Novi Sad    | 21          |             |  |   |          |       |       |  |
|  |                  |                  |                  |                 | 1  | Novi Sad    | 21          |             |  |   |          |       |       |  |
|  |                  |                  | 3                | Ostrava         | 8  |             |             |             |  |   |          |       |       |  |
|  | 3                | Ostrava          | 3                | Ostrava         | 8  | 21          |             |             |  |   |          |       |       |  |
|  | 3                | Ostrava          |                  |                 |    |             |             |             |  |   |          |       |       |  |
|  | 7                | Kolobrzeg        | 10               |                 |    |             |             |             |  |   |          |       |       |  |
|  | 7                | Kolobrzeg        | 10               |                 |    |             |             |             |  | 1 | Novi Sad | 16    |       |  |
|  |                  |                  |                  |                 |    |             |             |             |  | 1 | Novi Sad | 16    |       |  |
|  |                  |                  | 2                | Bucarest        | 14 |             |             |             |  |   |          |       |       |  |
|  | 2                | Bucarest         | 2                | Bucarest        | 14 | 20          |             |             |  |   |          |       |       |  |
|  | 2                | Bucarest         |                  |                 |    |             |             |             |  |   |          |       |       |  |
|  | 6                | Piter            | 14               |                 |    |             |             |             |  |   |          |       |       |  |
|  | 6                | Piter            | 14               |                 | 2  | Bucarest    | 21          |             |  |   |          |       |       |  |
|  |                  |                  |                  |                 | 2  | Bucarest    | 21          |             |  |   |          |       |       |  |
|  |                  |                  | 9                | San Petersburgo | 20 |             |             |             |  |   |          |       |       |  |
|  | 5                | Málaga           | 9                | San Petersburgo | 20 | 18          |             |             |  |   |          |       |       |  |
|  | 5                | Málaga           |                  |                 |    |             |             |             |  |   |          |       |       |  |
|  | 9                | San Petersburgo  | 19               |                 |    |             |             |             |  |   |          |       |       |  |
|  | 9                | San Petersburgo  | 19               |                 |    |             |             |             |  |   |          |       |       |  |
|  |                  |                  |                  |                 |    |             |             |             |  |   |          |       |       |  |

Clasificados
| Novi Sad | Bucarest |

## Másters en Lausana
| Posición | Clasificado/s | Evento                    |
| -------- | ------------- | ------------------------- |
| 1        | Ljubljana     | 3x3 Euro Tour             |
| 2        | Kranj         | Campeonato Nacional       |
| 3        | Belgrado      | Lugano Challenger         |
| 4        | Dusseldorf    | 3x3 Euro Tour             |
| 5        | Ámsterdam     | NBB Streetball            |
| 6        | Split         | Basket Tour               |
| 7        | Trbovlje      | Lugano Challenger         |
| 8        | Marburg       | 3x3 German Tour           |
| 9        | Lecco         | Streetball Italian Tour   |
| 10       | La Marsa      | OOREDOO Street Challenger |
| 11       | Menton        | Open de France            |
| 12       | Monastir      | OOREDOO Street Quest      |

### Etapa de grupos
|  | Clasificado a la siguiente fase. |

Grupo A
| Equipo    | PG | %G  | Pts | %Pts |
| --------- | -- | --- | --- | ---- |
| Ljubljana | 2  | 100 | 28  | 14,0 |
| Marburg   | 1  | 50  | 32  | 16,0 |
| Lecco     | 0  | 0   | 28  | 14,0 |

| Partidos  | Partidos | Partidos  |
| --------- | -------- | --------- |
| Ljubljana | 15 - 13  | Marburg   |
| Marburg   | 19 - 17  | Lecco     |
| Lecco     | 11 - 13  | Ljubljana |

Grupo B
| Equipo   | PG | %G  | Pts | %Pts |
| -------- | -- | --- | --- | ---- |
| Kronj    | 2  | 100 | 40  | 20,0 |
| Trbovlje | 1  | 50  | 40  | 20,0 |
| La Marsa | 0  | 0   | 27  | 13,5 |

| Partidos | Partidos | Partidos |
| -------- | -------- | -------- |
| Kranj    | 20 - 18  | Trbovlje |
| Trbovlje | 21 - 14  | La Marsa |
| La Marsa | 13 - 20  | Kranj    |

Grupo C
| Equipo   | PG | %G | Pts | %Pts |
| -------- | -- | -- | --- | ---- |
| Belgrado | 1  | 50 | 37  | 18,5 |
| Menton   | 1  | 50 | 34  | 17,0 |
| Split    | 1  | 50 | 32  | 16,0 |

| Partidos | Partidos | Partidos |
| -------- | -------- | -------- |
| Belgrado | 21 - 15  | Split    |
| Split    | 17 - 16  | Menton   |
| Menton   | 18 - 16  | Belgrado |

Grupo D
| Equipo     | PG | %G  | Pts | %Pts |
| ---------- | -- | --- | --- | ---- |
| Monastir   | 2  | 100 | 41  | 20,5 |
| Ámsterdam  | 1  | 50  | 32  | 16,0 |
| Dusseldorf | 0  | 0   | 33  | 16,5 |

| Partidos   | Partidos | Partidos   |
| ---------- | -------- | ---------- |
| Dusseldorf | 13 - 14  | Ámsterdam  |
| Ámsterdam  | 18 - 20  | Monastir   |
| Monastir   | 21 - 20  | Dusseldorf |

### Fase final
|  | Cuartos de final | Cuartos de final | Cuartos de final |          |    | Semifinales | Semifinales | Semifinales |  |   | Final    | Final | Final |  |
|  |                  |                  |                  |          |    |             |             |             |  |   |          |       |       |  |
|  |                  |                  |                  |          |    |             |             |             |  |   |          |       |       |  |
|  | 1                | Ljubljana        | 11               |          |    |             |             |             |  |   |          |       |       |  |
|  | 1                | Ljubljana        | 11               |          |    |             |             |             |  |   |          |       |       |  |
|  | 5                | Ámsterdam        | 13               |          |    |             |             |             |  |   |          |       |       |  |
|  | 5                | Ámsterdam        | 13               |          | 5  | Ámsterdam   | 12          |             |  |   |          |       |       |  |
|  |                  |                  |                  |          | 5  | Ámsterdam   | 12          |             |  |   |          |       |       |  |
|  |                  |                  | 7                | Trbovlje | 19 |             |             |             |  |   |          |       |       |  |
|  | 3                | Belgrado         | 7                | Trbovlje | 19 | 15          |             |             |  |   |          |       |       |  |
|  | 3                | Belgrado         |                  |          |    |             |             |             |  |   |          |       |       |  |
|  | 7                | Trbovlje         | 17               |          |    |             |             |             |  |   |          |       |       |  |
|  | 7                | Trbovlje         | 17               |          |    |             |             |             |  | 7 | Trbovlje | 17    |       |  |
|  |                  |                  |                  |          |    |             |             |             |  | 7 | Trbovlje | 17    |       |  |
|  |                  |                  | 2                | Kranj    | 16 |             |             |             |  |   |          |       |       |  |
|  | 2                | Kranj            | 2                | Kranj    | 16 | 17          |             |             |  |   |          |       |       |  |
|  | 2                | Kranj            |                  |          |    |             |             |             |  |   |          |       |       |  |
|  | 11               | Menton           | 14               |          |    |             |             |             |  |   |          |       |       |  |
|  | 11               | Menton           | 14               |          | 2  | Kranj       | 21          |             |  |   |          |       |       |  |
|  |                  |                  |                  |          | 2  | Kranj       | 21          |             |  |   |          |       |       |  |
|  |                  |                  | 8                | Marburg  | 9  |             |             |             |  |   |          |       |       |  |
|  | 12               | Monastir         | 8                | Marburg  | 9  | 6           |             |             |  |   |          |       |       |  |
|  | 12               | Monastir         |                  |          |    |             |             |             |  |   |          |       |       |  |
|  | 8                | Marburg          | 15               |          |    |             |             |             |  |   |          |       |       |  |
|  | 8                | Marburg          | 15               |          |    |             |             |             |  |   |          |       |       |  |
|  |                  |                  |                  |          |    |             |             |             |  |   |          |       |       |  |

Clasificados
| Kranj | Trbovlje |

## Másters en Río de Janeiro
| Posición | Clasificado/s | Evento                |
| -------- | ------------- | --------------------- |
| 1        | São Paulo DC  | ANB3x3 tour           |
| 2        | Rio           | Final CBB 3x3         |
| 3        | Fortaleza     | Final CBB 3x3         |
| 4        | Montevideo    | Tour Nacional 3x3     |
| 5        | La Plata      | Tour de Básquet 3x3   |
| 6        | La Guaira     | Circuito Nacional     |
| 7        | Sao Paulo     | Final CBB 3x3         |
| 8        | Neuquén       | Neuquén Challenger    |
| 9        | Quito         | FIBA 3x3 Mall del Río |
| 10       | Santos        | Final CBB 3x3         |
| 11       | Concordia     | Tour de Básquet 3x3   |
| 12       | Pelotas       | Final CBB 3x3         |

### Etapa de grupos
|  | Clasificado a la siguiente fase. |

Grupo A
| Equipo       | PG | %G  | Pts | %Pts |
| ------------ | -- | --- | --- | ---- |
| Fortaleza    | 2  | 100 | 38  | 19,0 |
| São Paulo DC | 1  | 50  | 33  | 16,5 |
| Rio          | 0  | 0   | 26  | 13,0 |

| Partidos     | Partidos | Partidos     |
| ------------ | -------- | ------------ |
| São Paulo DC | 17 - 11  | Rio          |
| Rio          | 15 - 20  | Fortaleza    |
| Fortaleza    | 18 - 16  | São Paulo DC |

Grupo B
| Equipo     | PG | %G  | Pts | %Pts |
| ---------- | -- | --- | --- | ---- |
| São Paulo  | 2  | 100 | 42  | 21,0 |
| Montevideo | 1  | 50  | 26  | 13,0 |
| Concordia  | 0  | 0   | 27  | 13,5 |

| Partidos   | Partidos | Partidos   |
| ---------- | -------- | ---------- |
| Montevideo | 19 - 17  | Concordia  |
| Concordia  | 10 - 21  | São Paulo  |
| São Paulo  | 21 - 7   | Montevideo |

Grupo C
| Equipo   | PG | %G  | Pts | %Pts |
| -------- | -- | --- | --- | ---- |
| Santos   | 2  | 100 | 42  | 21,0 |
| La Plata | 1  | 50  | 33  | 16,5 |
| Quito    | 0  | 0   | 21  | 10,5 |

| Partidos | Partidos | Partidos |
| -------- | -------- | -------- |
| La Plata | 21 - 9   | Quito    |
| Quito    | 12 - 21  | Santos   |
| Santos   | 21 - 12  | La Plata |

Grupo D
| Equipo    | PG | %G | Pts | %Pts |
| --------- | -- | -- | --- | ---- |
| Pelotas   | 1  | 50 | 39  | 19,5 |
| Neuquén   | 1  | 50 | 31  | 15,5 |
| La Guaira | 1  | 50 | 30  | 15,0 |

| Partidos  | Partidos | Partidos  |
| --------- | -------- | --------- |
| La Guaira | 16 - 12  | Neuquén   |
| Neuquén   | 19 - 17  | Pelotas   |
| Pelotas   | 21 - 14  | La Guaira |

### Fase final
|  | Cuartos de final | Cuartos de final | Cuartos de final |              |    | Semifinales | Semifinales | Semifinales |  |    | Final  | Final | Final |  |
|  |                  |                  |                  |              |    |             |             |             |  |    |        |       |       |  |
|  |                  |                  |                  |              |    |             |             |             |  |    |        |       |       |  |
|  | 3                | Fortaleza        | 20               |              |    |             |             |             |  |    |        |       |       |  |
|  | 3                | Fortaleza        | 20               |              |    |             |             |             |  |    |        |       |       |  |
|  | 8                | Neuquén          | 9                |              |    |             |             |             |  |    |        |       |       |  |
|  | 8                | Neuquén          | 9                |              | 3  | Fortaleza   | 15          |             |  |    |        |       |       |  |
|  |                  |                  |                  |              | 3  | Fortaleza   | 15          |             |  |    |        |       |       |  |
|  |                  |                  | 10               | Santos       | 17 |             |             |             |  |    |        |       |       |  |
|  | 4                | Montevideo       | 10               | Santos       | 17 | 13          |             |             |  |    |        |       |       |  |
|  | 4                | Montevideo       |                  |              |    |             |             |             |  |    |        |       |       |  |
|  | 10               | Santos           | 21               |              |    |             |             |             |  |    |        |       |       |  |
|  | 10               | Santos           | 21               |              |    |             |             |             |  | 10 | Santos | 12    |       |  |
|  |                  |                  |                  |              |    |             |             |             |  | 10 | Santos | 12    |       |  |
|  |                  |                  | 7                | São Paulo    | 21 |             |             |             |  |    |        |       |       |  |
|  | 5                | La Plata         | 7                | São Paulo    | 21 | 6           |             |             |  |    |        |       |       |  |
|  | 5                | La Plata         |                  |              |    |             |             |             |  |    |        |       |       |  |
|  | 7                | São Paulo        | 21               |              |    |             |             |             |  |    |        |       |       |  |
|  | 7                | São Paulo        | 21               |              | 7  | São Paulo   | 19          |             |  |    |        |       |       |  |
|  |                  |                  |                  |              | 7  | São Paulo   | 19          |             |  |    |        |       |       |  |
|  |                  |                  | 1                | São Paulo DC | 17 |             |             |             |  |    |        |       |       |  |
|  | 12               | Pelotas          | 1                | São Paulo DC | 17 | 11          |             |             |  |    |        |       |       |  |
|  | 12               | Pelotas          |                  |              |    |             |             |             |  |    |        |       |       |  |
|  | 1                | São Paulo DC     | 21               |              |    |             |             |             |  |    |        |       |       |  |
|  | 1                | São Paulo DC     | 21               |              |    |             |             |             |  |    |        |       |       |  |
|  |                  |                  |                  |              |    |             |             |             |  |    |        |       |       |  |

Clasificados
| São Paulo | Santos |

## Final en Tokio

### Clasificados y grupos
Los doce clasificados se ordenan en una tabla según los puntos del equipo, lo cual sirve para determinar en que grupo estará cada combinado. El orden se establece sumando los puntos obtenidos por cada jugador de equipo hasta el 2 de octubre del mismo año.
Entre los equipos que se clasificaron se destaca la baja del equipo catarí Doha, que declinó participar, siendo reemplazado por el indonesio Yakarta. Este cambio no afecta el orden de los equipos y el Yakarta ocupa el lugar que le correspondería al Doha, evitando reordenar la tabla.
| Clasificado | Evento         | Pts       | Grupo   |
| ----------- | -------------- | --------- | ------- |
| Novi Sad    | Praga          | 2 186 920 | Grupo A |
| Bucarest    | Praga          | 1 573 549 | Grupo B |
| Kranj       | Lausana        | 1 397 317 | Grupo C |
| Trbovlje    | Lausana        | 1 351 886 | Grupo D |
| Saskatoon   | Chicago        | 1 189 940 | Grupo D |
| Yakarta     | Manila         | 742 640   | Grupo C |
| São Paulo   | Río de Janeiro | 1 047 889 | Grupo B |
| Denver      | Chicago        | 853 150   | Grupo A |
| Santos      | Río de Janeiro | 750 334   | Grupo A |
| Manila West | Manila         | 741 173   | Grupo B |
| Wukesong    | Pekín          | 577 372   | Grupo C |
| Kobe        | Evento local   | 266 315   | Grupo D |

### Etapa de grupos
|  | Clasificado a la siguiente fase. |

Grupo A
| Equipo   | PG | %G | Pts | %Pts |
| -------- | -- | -- | --- | ---- |
| Novi Sad | 1  | 50 | 39  | 19,5 |
| Denver   | 1  | 50 | 33  | 16,5 |
| Santos   | 1  | 50 | 30  | 15,0 |

| Partidos | Partidos | Partidos |
| -------- | -------- | -------- |
| Novi Sad | 18 - 21  | Denver   |
| Denver   | 12 - 18  | Santos   |
| Santos   | 12 - 21  | Novi Sad |

Grupo B
| Equipo      | PG | %G  | Pts | %Pts |
| ----------- | -- | --- | --- | ---- |
| Bucarest    | 2  | 100 | 37  | 18,5 |
| Manila West | 1  | 50  | 34  | 17,0 |
| São Paulo   | 0  | 0   | 28  | 14,0 |

| Partidos    | Partidos | Partidos    |
| ----------- | -------- | ----------- |
| Bucarest    | 21 - 11  | São Paulo   |
| São Paulo   | 17 - 21  | Manila West |
| Manila West | 13 - 15  | Bucarest    |

Grupo C
| Equipo   | PG | %G  | Pts | %Pts |
| -------- | -- | --- | --- | ---- |
| Kranj    | 2  | 100 | 42  | 21,0 |
| Yakarta  | 1  | 50  | 31  | 15,5 |
| Wukesong | 0  | 0   | 23  | 1,5  |

| Partidos | Partidos | Partidos |
| -------- | -------- | -------- |
| Kranj    | 21 - 10  | Yakarta  |
| Yakarta  | 21 - 15  | Wukesong |
| Wukesong | 8 - 21   | Kranj    |

Grupo D
| Equipo    | PG | %G  | Pts | %Pts |
| --------- | -- | --- | --- | ---- |
| Saskatoon | 2  | 100 | 42  | 21,0 |
| Trbovlje  | 1  | 50  | 27  | 13,5 |
| Kobe      | 0  | 0   | 24  | 12,0 |

| Partidos  | Partidos | Partidos  |
| --------- | -------- | --------- |
| Trbovlje  | 6 - 21   | Saskatoon |
| Saskatoon | 21 - 15  | Kobe      |
| Kobe      | 9 - 21   | Trbovlje  |

### Fase final
|  | Cuartos de final | Cuartos de final | Cuartos de final |           |    | Semifinales | Semifinales | Semifinales |  |   | Final    | Final | Final |  |
|  |                  |                  |                  |           |    |             |             |             |  |   |          |       |       |  |
|  |                  |                  |                  |           |    |             |             |             |  |   |          |       |       |  |
|  | 1                | Novi Sad         | 15               |           |    |             |             |             |  |   |          |       |       |  |
|  | 1                | Novi Sad         | 15               |           |    |             |             |             |  |   |          |       |       |  |
|  | 4                | Trbovlje         | 13               |           |    |             |             |             |  |   |          |       |       |  |
|  | 4                | Trbovlje         | 13               |           | 1  | Novi Sad    | 21          |             |  |   |          |       |       |  |
|  |                  |                  |                  |           | 1  | Novi Sad    | 21          |             |  |   |          |       |       |  |
|  |                  |                  | 3                | Kranj     | 13 |             |             |             |  |   |          |       |       |  |
|  | 3                | Kranj            | 3                | Kranj     | 13 | 21          |             |             |  |   |          |       |       |  |
|  | 3                | Kranj            |                  |           |    |             |             |             |  |   |          |       |       |  |
|  | 10               | Manila West      | 12               |           |    |             |             |             |  |   |          |       |       |  |
|  | 10               | Manila West      | 12               |           |    |             |             |             |  | 1 | Novi Sad | 21    |       |  |
|  |                  |                  |                  |           |    |             |             |             |  | 1 | Novi Sad | 21    |       |  |
|  |                  |                  | 5                | Saskatoon | 11 |             |             |             |  |   |          |       |       |  |
|  | 2                | Bucarest         | 5                | Saskatoon | 11 | 21          |             |             |  |   |          |       |       |  |
|  | 2                | Bucarest         |                  |           |    |             |             |             |  |   |          |       |       |  |
|  | 9                | Yakarta          | 8                |           |    |             |             |             |  |   |          |       |       |  |
|  | 9                | Yakarta          | 8                |           | 2  | Bucarest    | 16          |             |  |   |          |       |       |  |
|  |                  |                  |                  |           | 2  | Bucarest    | 16          |             |  |   |          |       |       |  |
|  |                  |                  | 5                | Saskatoon | 19 |             |             |             |  |   |          |       |       |  |
|  | 5                | Saskatoon        | 5                | Saskatoon | 19 | 21          |             |             |  |   |          |       |       |  |
|  | 5                | Saskatoon        |                  |           |    |             |             |             |  |   |          |       |       |  |
|  | 7                | Denver           | 3                |           |    |             |             |             |  |   |          |       |       |  |
|  | 7                | Denver           | 3                |           |    |             |             |             |  |   |          |       |       |  |
|  |                  |                  |                  |           |    |             |             |             |  |   |          |       |       |  |

Novi Sad

Campeón

Primer título